# Cordillera Cantábrica

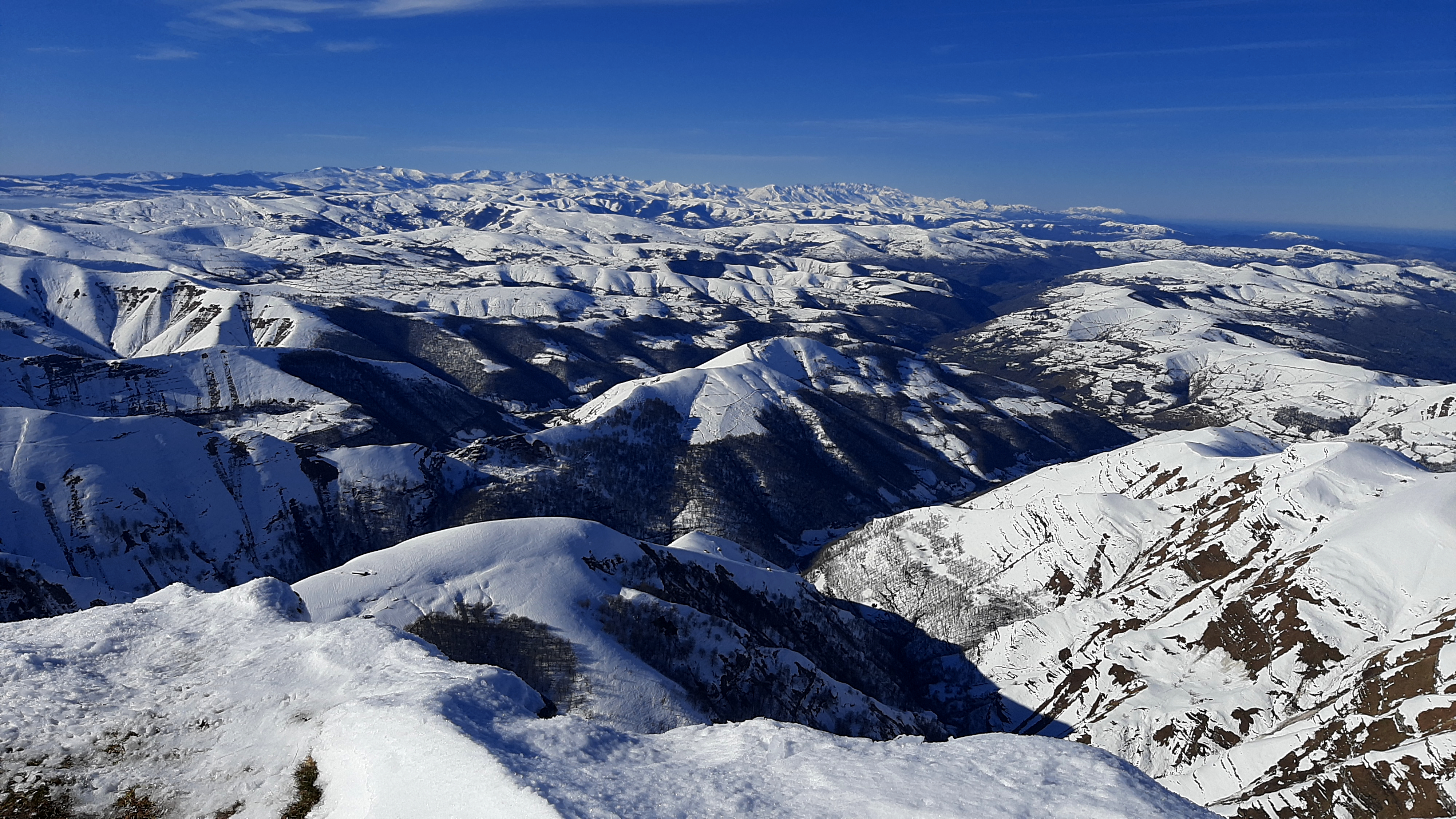
Cordillera Cantábrica, en su mayor parte paralela al mar Cantábrico vista desde el Castro Valnera en dirección este-oeste. Al fondo, la Montaña Palentina (izquierda) y los Picos de Europa (derecha)

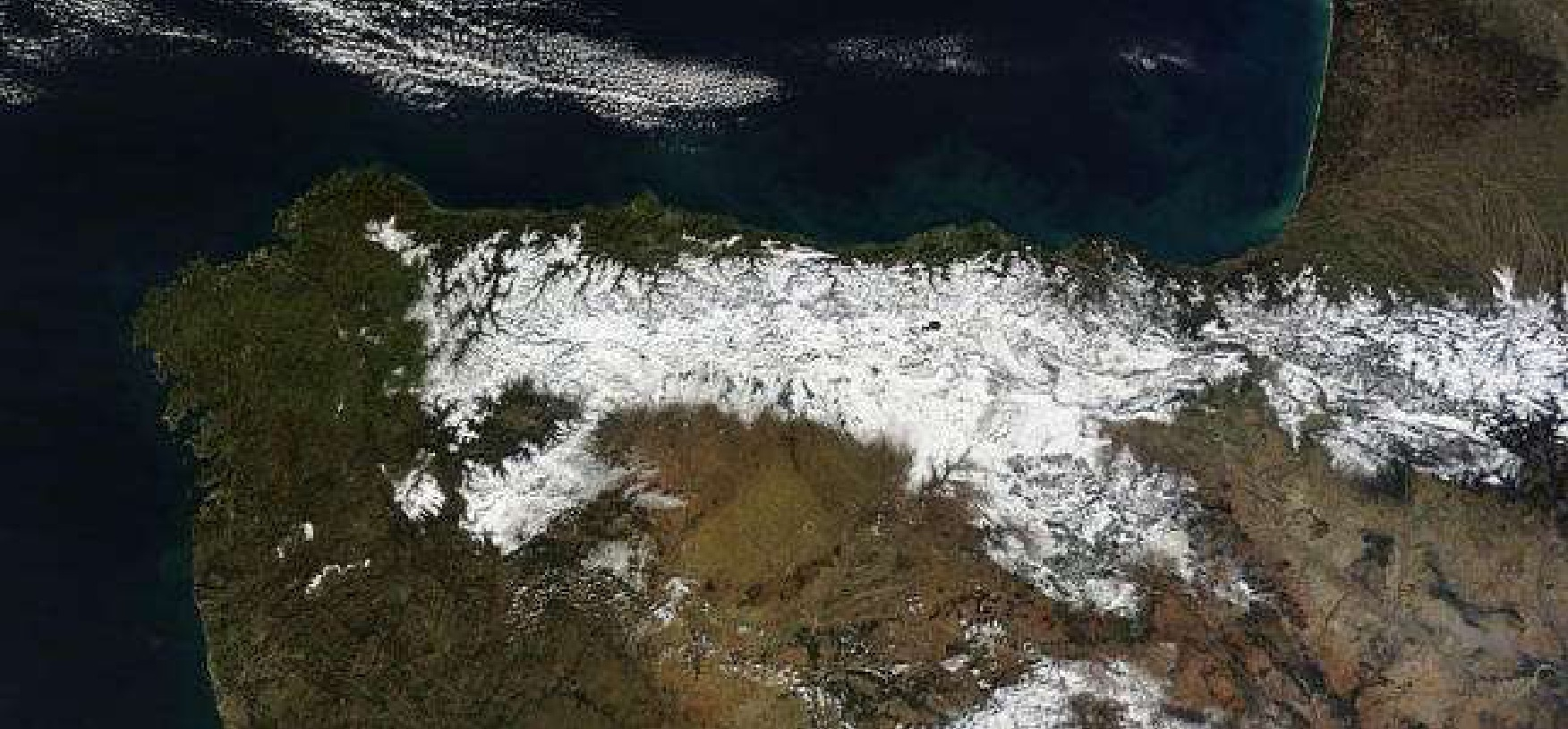
Cordillera Cantábrica nevada en febrero de 2015. Fotografía de satélite espacial

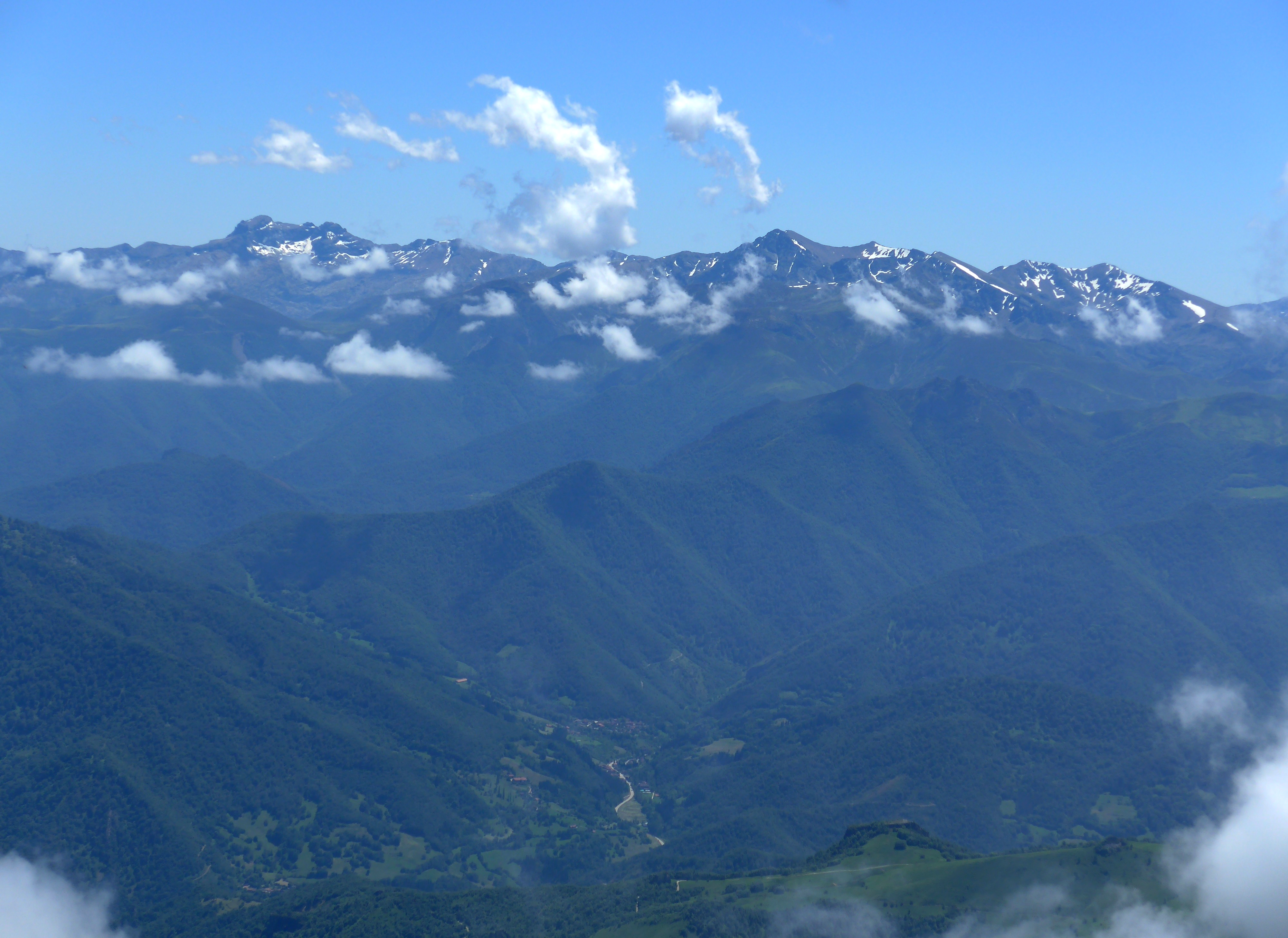
Curavacas a la izquierda y Peña Prieta a la derecha. Abajo, el valle de Liébana. Fotografía tomada desde el macizo oriental de los Picos de Europa

La cordillera Cantábrica es un sistema montañoso localizado en el norte de la península ibérica que discurre paralelo al mar Cantábrico. Ubicada en España, tiene una longitud de unos 480 kilómetros (dirección oeste-este) y una media de 100 km de anchura (dirección norte-sur), que en algunos tramos se engruesa hasta alcanzar los 120 km y en otros puntos no supera los 65 km. Se trata de la cadena montañosa más occidental de Europa.

## Toponimia
Etimológicamente, su nombre proviene del término dado por las fuentes romanas para referirse a los habitantes de la antigua Cantabria.

[...] fluvium Hiberum: is oritur ex Cantabris, magnus atque pulcher, pisculentus.
[...] el río Ebro: nace en tierra de cántabros, grande y hermoso, abundante en peces.
Marco Porcio Catón, «el Viejo». Orígenes (VII), 195 a. C.

## Características geológicas

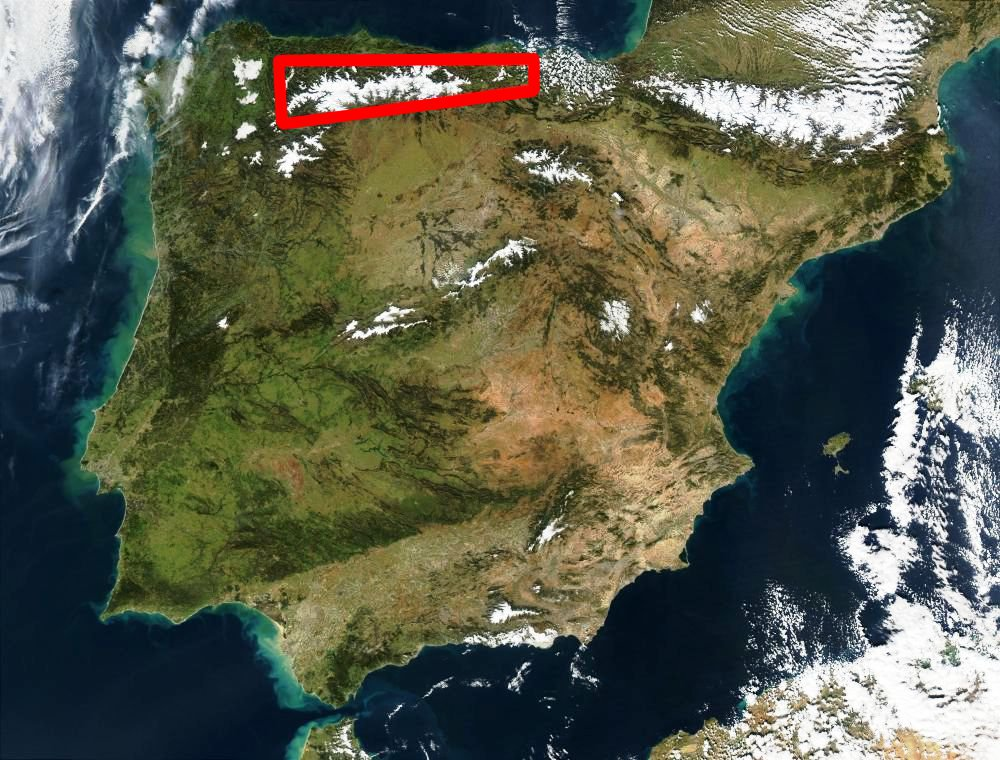
El recuadro rojo señala la Cordillera Cantábrica. Imagen satelital de España de enero de 2003.

Discurre desde el macizo Galaico-Leonés, pasando por los Picos de Europa, hasta la depresión vasca. No obstante y geológicamente hablando, se consideran por un lado el macizo Astur-leonés (orogenia herciniana), al occidente de la cadena montañosa y lo que sería la cordillera (orogenia alpina) sensu stricto que se extiende desde los Picos de Europa hasta las estribaciones de los Pirineos. Este es un sector de pliegues más débiles que el del macizo central asturiano, y son más suaves cuanto más al este, ya que el empuje durante la orogenia alpina provino desde la zona oriental. Es decir, este antiguo sistema montañoso se ha ido creando de oeste a este. Por ese motivo, las montañas cantábricas gallegas y del occidente astur y leonés presentan morfologías redondeadas y, según nos desplazamos al oriente, las cimas adquieren características más alpinas. La erosión actuó durante más millones de años al oeste, ya emergido, que en el flanco oriental, que todavía consistía en sedimentos bajo un mar existente entre la placa ibérica y la placa europea.

## Geografía
La cordillera Cantábrica se extiende de este a oeste, casi paralelas al mar Cantábrico, hasta el puerto de Leitariegos, aunque también se extiende hacia el sur entre León y Galicia. El límite occidental de la cordillera está marcado por el valle del río Miño, por el bajo Sil, que desemboca en el Miño, y por el río Cabrera, un pequeño afluente del Sil. 
La cordillera se sitúa en las comunidades autónomas de Galicia (provincia de Lugo), Asturias, Castilla y León (provincias de León, Burgos, Palencia), Cantabria, País Vasco, y desarrollándose, en menor extensión en Navarra y La Rioja se une a la cordillera de los Pirineos al este, donde se ha establecido la falla de Pamplona como su límite convencional geológico, no existiendo interrupción geográfica entre ambas formaciones. Representa el límite por el sur de la llamada España húmeda o verde y se divide en tres tramos, separados entre sí:
- El macizo Asturiano (Asturias, León y Cantabria), en el tramo occidental, compuesto por materiales paleozoicos plegados y con fosas tectónicas de orientación este a oeste;
- Las montañas de Cantabria, Burgos y Palencia, en el tramo central, compuestas por calizas y margas mesozoicas; y al sur los páramos calizos como el Páramo de Masa y La Lora, ambos atravesados por el Valle del Rudrón.[3]

- Los montes Vascos (País Vasco y Navarra), en el tramo oriental, compuestos por materiales muy plegados de época mesozoica, donde la erosión ha incidido significativamente.

En general, la cordillera Cantábrica posee intrincadas ramificaciones, pero en casi todas partes, y especialmente en el este, es posible distinguir dos cadenas principales, desde las cuales se irradian las crestas menores y las masas de montañas. Una subcordillera, o conjuntos de sierras, sigue de cerca el contorno de la costa; el otro, que es más elevado, forma el límite norte con la Meseta Central de Castilla y León, y a veces es considerado como una continuación de los Pirineos. En algunas partes, la cordillera costera se eleva por encima del mar, y en todas partes tiene un declive tan abrupto que los ríos que fluyen hacia el mar son todos cortos y rápidos.
El descenso desde la cordillera al sur (a la meseta) es más gradual, y varios ríos grandes, como el Esla o el Pisuerga, nacen aquí y fluyen hacia el sur o el oeste, formando la cuenca del Duero. La amplitud de la cordillera, con todas sus ramificaciones, aumenta desde aproximadamente 97 km en el este a aproximadamente 185 km en el oeste. Muchos picos tienen más de 1800 metros de altura, pero las mayores altitudes se alcanzan en las crestas centrales en las fronteras de León, Asturias, Palencia y Cantabria. Aquí está el pico más alto Torre Cerredo (2648 m), Torre del Llambrión (2.642 m), Peña Vieja (2615 m), Peña Prieta (2531 m) y Espigüete (2407 m); formando los Picos de Europa. Una característica notable de la cordillera, a partir de la meseta adyacente, es el número de mesetas aisladas encerradas por las altas montañas o incluso por paredes de roca precipitadas.
La cordillera Cantábrica forma una marcada división entre el clima oceánico del norte y el clima mediterráneo continental del sur. Las laderas orientadas al norte reciben fuertes precipitaciones procedentes de las borrascas atlánticas, mientras que las laderas del sur sufren el efecto foehn.

## Características de la cordillera

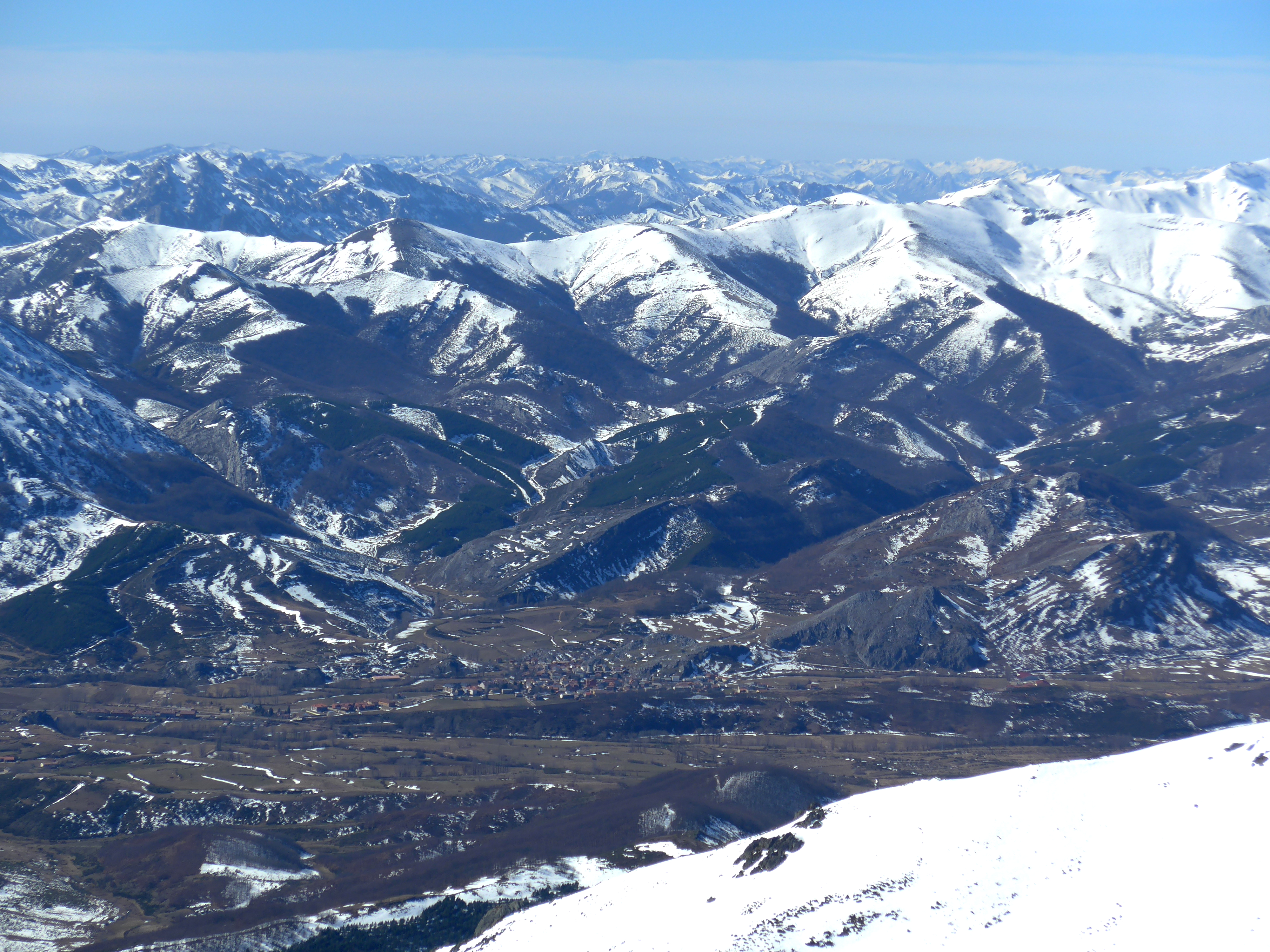
Montañas del noreste leonés en el entorno de Maraña. Fotografía tomada desde el macizo del Mampodre

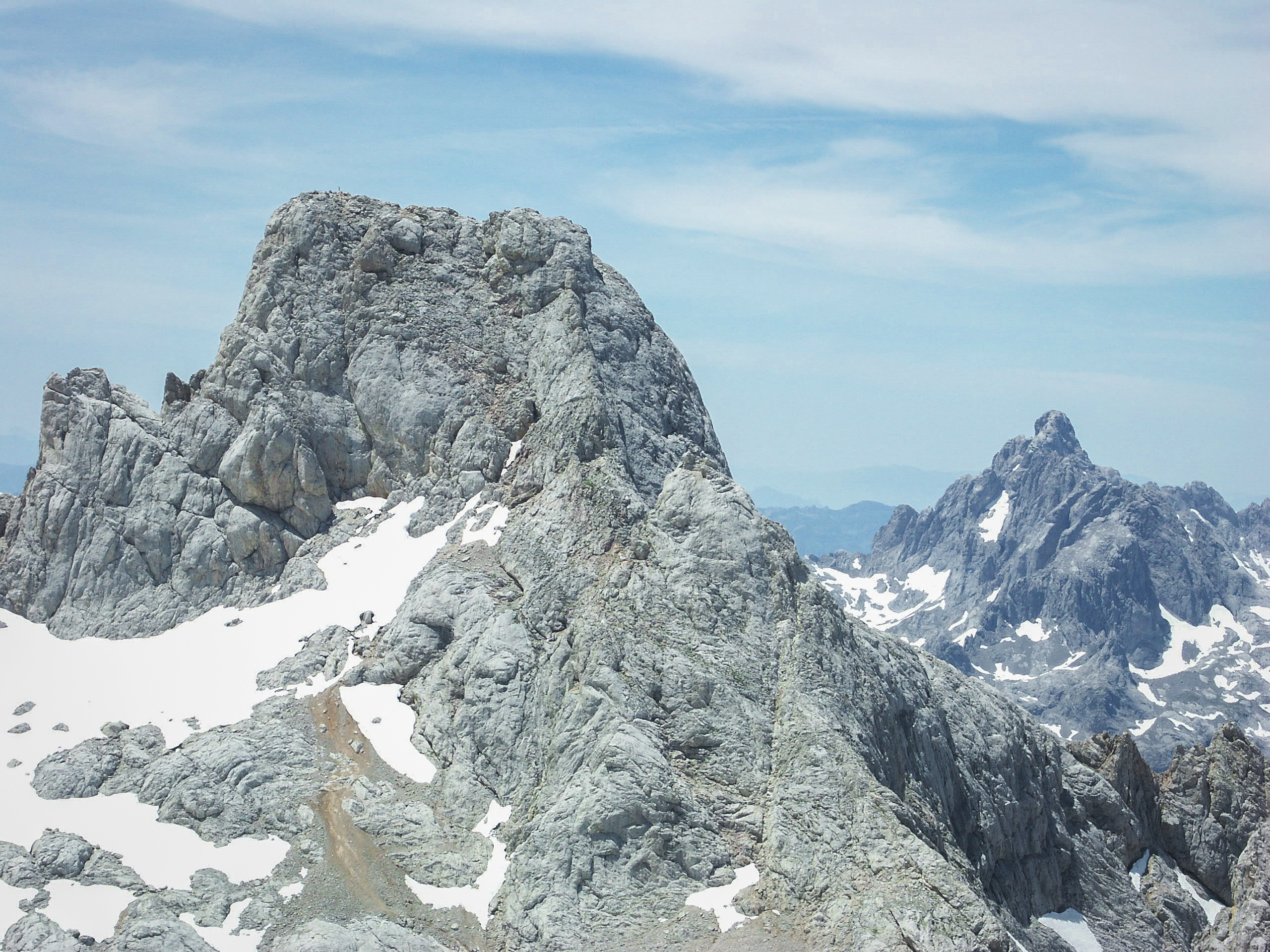
Torre Cerredo, con 2650 m s. n. m. es el pico más alto de la cordillera Cantábrica.

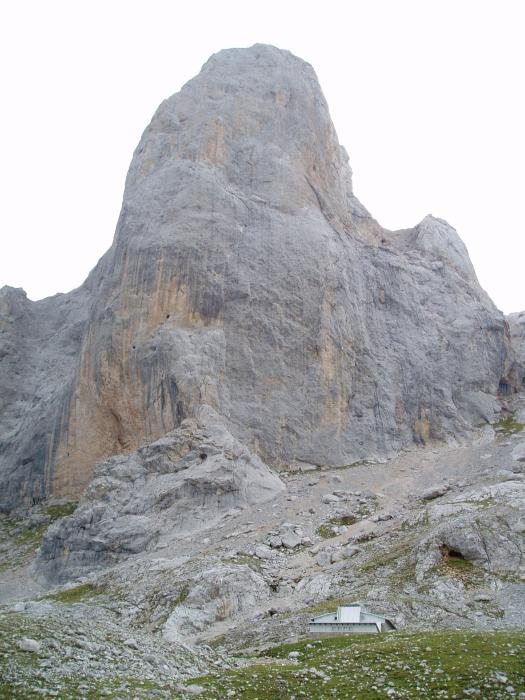
Naranjo de Bulnes, con 2519 m.

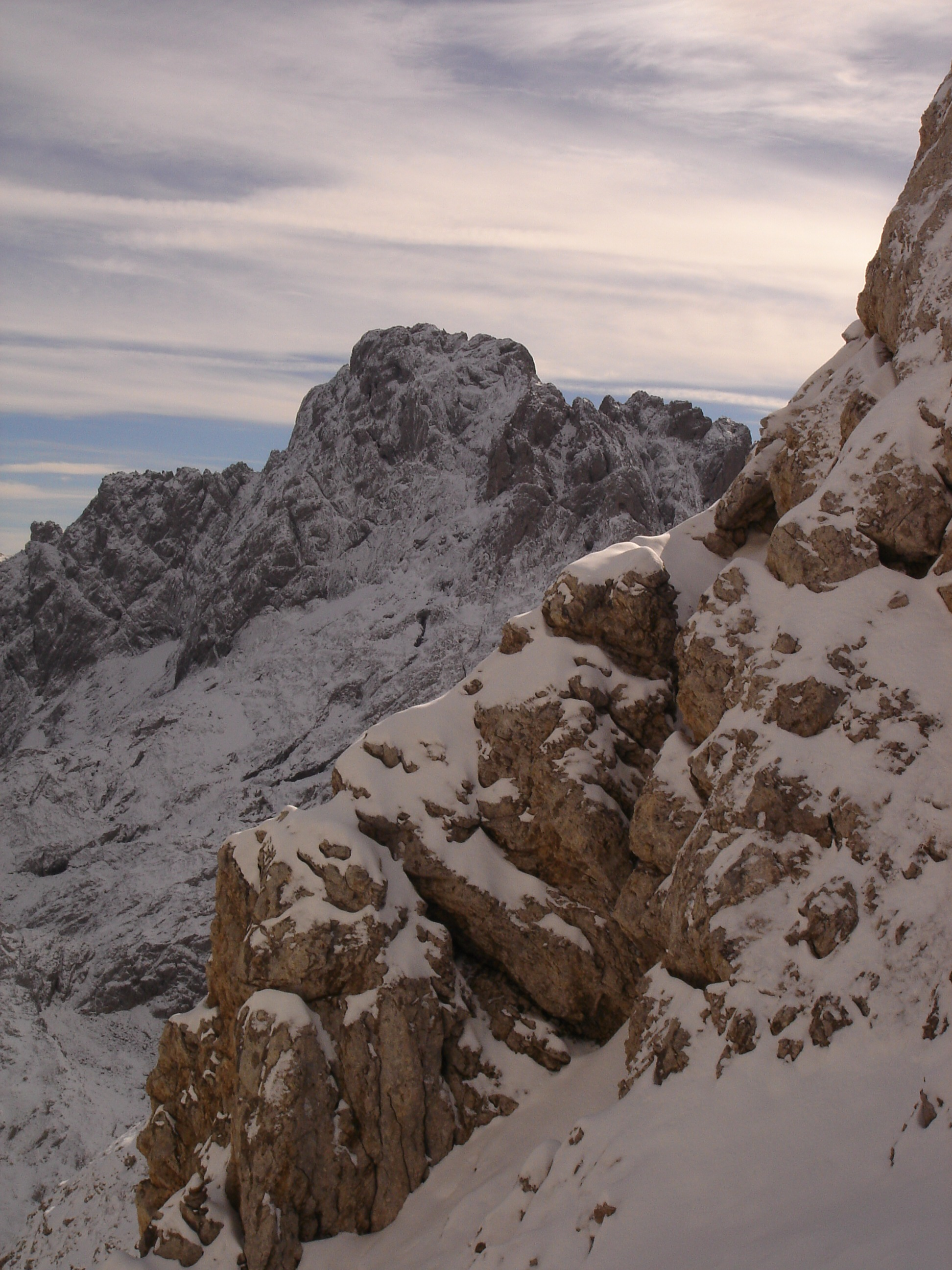
Torre Santa, con 2596 m.

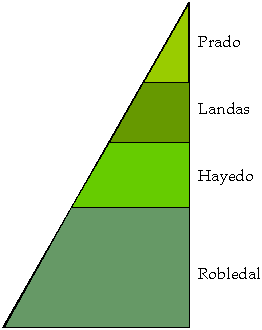
Cliserie presente en la cordillera Cantábrica.

Esta cadena montañosa presenta una dismetría topográfica. Mientras que en su vertiente meridional y desde la meseta apenas existe desnivel y está menos erosionada, en la vertiente septentrional la pendiente es bastante más acusada por la cercanía al mar, lo que hace que los ríos, de carácter torrencial (con un potente poder erosivo), salven la pendiente encajados en valles en forma de V de laderas pronunciadas. Por lo tanto las estructuras están más erosionadas hacia el norte que hacia el sur. Sus cumbres sobrepasan los 2000 metros en los tramos más agrestes de Asturias, Cantabria y León y Palencia. 

### Climatología
Los vientos dominantes, de origen oceánico, chocan con la cordillera, ascendiendo y condensándose como resultado del enfriamiento. Debido al efecto barrera se producen abundantes precipitaciones en la vertiente norte cantábrica, de hasta 2000 mm anuales; en Picos hay lugares (exposición N) que llegan a los 2500 mm, y para cuando los vientos descienden hacia la vertiente meridional están ya secos (efecto Foehn), originando un clima más árido. Este efecto se invierte y amplifica con vientos de componente suroeste, que penetrando por el centro y norte de Portugal producen abundantes precipitaciones en el sector suroccidental de la cordillera y temperaturas anormalmente cálidas en las costas cantábricas. En la vertiente meridional los inviernos son duros y no son raras mínimas de -20 °C en la montaña.

## Orogenia
Su última morfología fue generada en la orogenia alpina modelada sobre material sedimentario del Paleozoico y Mesozoico, principalmente. Los materiales independientemente de su dureza se encuentran muy replegados llegando a formarse grandes mantos de cabalgamientos. Los materiales son prácticamente sedimentarios con intercalaciones de detríticos y carbonatados en toda la cordillera, predominando hacia el oeste los materiales detríticos y hacia el este van apareciendo más carbonatados dominando principalmente en la zona de Picos de Europa. Así, las montañas del occidente son «más viejas» que las de oriente. El sistema montañoso está salpicado de una amplia morfología de antiguo glaciarismo y formas de modelado kárstico.

## Flora

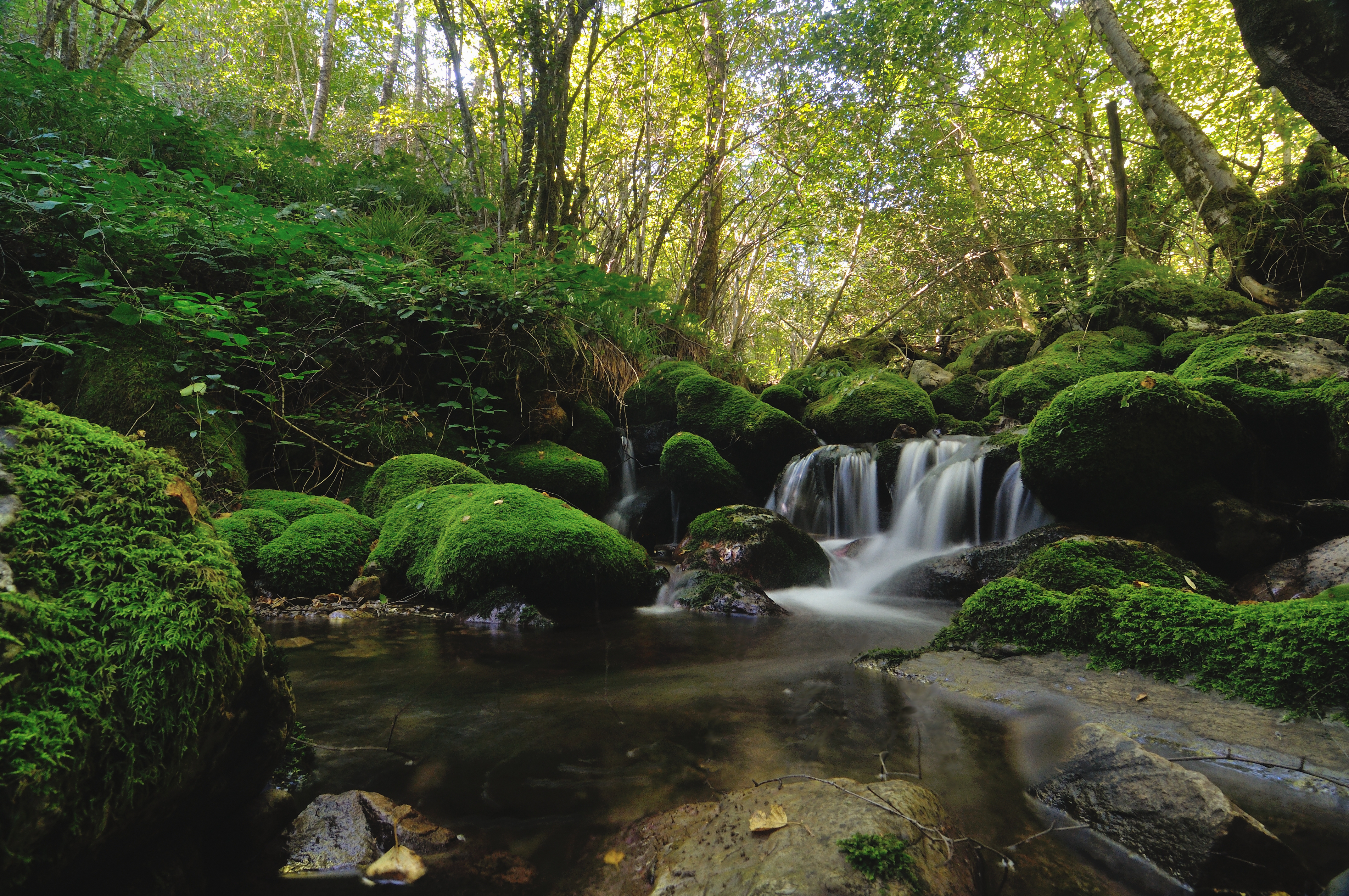
Zona boscosa típica de la Cordillera Cantábrica.

La cordillera Cantábrica está dominada por bosques planocaducifolios constituidos principalmente por hayas (Fagus sylvatica) situados a la umbría y robles (Quercus robur, Quercus petrea y Quercus pyrenaica) a la solana. Hay que distinguir entre carballos (Q. robur), que prefiere suelos profundos y húmedos y no suele subir demasiado, de tal forma que se encuentran mayoritariamente en la vertiente septentrional; Q. petraea, menos exigente en cuanto al suelo, y que llega a mayores altitudes, le gustan los suelos más aireados; Q. pyrenaica, ya en lugares de clima más continental (la mayoría de las veces), y que soporta mejor la sequía; y un número indeterminado de cruces entre ellos. 
El bosque mixto cantábrico está constituido por una mezcla de diversas especies entre las que domina el roble común, fresno, arce, abedul, tilo, castaño y gran cantidad de arbustos de alto porte como el avellano, el arraclán , el cornejo o el laurel, entremezclados con lianas y epífitas, matorrales y herbáceas. En el piso inferior existen encinares cantábricos de la especie quercus ilex y melojos.
Destaca también la casi total ausencia de bosques naturales de coníferas, tanto en el piso montano como subalpino, a causa de la gran humedad edáfica. Existen pequeños pinares de Pinus sylvestris en Palencia y León, que se reconocen como autóctonos. En la cara norte hay algunas áreas de pino radiata, una especie no nativa. En sierras de calizas perviven sabinares, en exposición sur, y en lugares fríos y relativamente secos. También encontramos tejos en roquedos calizos, a veces a gran altura. En altitudes superiores a los 1800 m s. n. m. la vegetación dominante son los abedules, el matorral rastrero y las herbáceas, predominando los pastizales de gramíneas de especial importancia para el ganado.

## Fauna
Entre las diversas especies animales que viven en la zona destaca el oso pardo cantábrico, cuya población supera los 300 ejemplares. Esto es especialmente interesante puesto que frente al preocupante descenso de la población detectado décadas atrás, las cifras actuales permiten garantizar la recuperación de la especie en la zona.
También merecen especial mención las poblaciones de rebeco pirenaico (Rupicapra pyrenaica parva), ciervo (Cervus elaphus), corzo (Capreolus capreolus), jabalí (Sus scrofa), lobo ibérico (Canis lupus signatus), nutria (Lutra lutra), marta (Martes martes), tejón (Meles meles), desmán ibérico (Galemys pyrenaicus), urogallo (Tetrao urogallus) y buitre leonado (Gyps fulvus).
La cabra montés (Capra pyrenaica victoriae) ha sido reintroducida en la cordillera Cantábrica a partir del núcleo cautivo de Riaño, existiendo diversos núcleos en la Reserva Nacional de Caza de Los Ancares (Lugo) en la Sierra de Ancares, y el Parque Regional Montaña de Riaño y Mampodre en Castilla y León y observándose individuos dispersos en Asturias y Liébana, así como en Fuentes Carrionas en la montaña Palentina.Se estima que a medio plazo recolonizará todo el sistema montañoso.

## Orografía
La montaña más alta de este sistema montañoso es Torre Cerredo, en los Picos de Europa, con una altitud de 2650 m y la cavidad más profunda es el sistema cavernario del Trave, la segunda mayor sima de España.

## Montañas de la cordillera por altura
| Nombre                            | Sistema              | Altitud (m) | Prominencia (m) | Provincia                  |
| --------------------------------- | -------------------- | ----------- | --------------- | -------------------------- |
| Torre Cerredo                     | Picos de Europa      | 2650        | 1933            | Asturias y León            |
| Torre del Llambrión               | Picos de Europa      | 2642        | 302             | León                       |
| Torre del Tiro Tirso              | Picos de Europa      | 2640        |                 | León                       |
| Torre sin Nombre                  | Picos de Europa      | 2638        |                 | León                       |
| Torre Blanca                      | Picos de Europa      | 2619        | 30              | Cantabria y León           |
| Peña Vieja                        | Picos de Europa      | 2616        | 277             | Cantabria                  |
| Torre de la Palanca               | Picos de Europa      | 2614        |                 | León                       |
| Torre del Tiro Navarro I          | Picos de Europa      | 2602        |                 | Asturias y Cantabria       |
| Torre del Hoyo Grande             | Picos de Europa      | 2602        |                 | Asturias                   |
| Pico de Santa Ana I               | Picos de Europa      | 2601        |                 | Asturias y Cantabria       |
| Torre Santa                       | Picos de Europa      | 2598        | 1135            | León                       |
| Pico de Santa Ana II              | Picos de Europa      | 2596        |                 | Asturias                   |
| Pico Tesorero                     | Picos de Europa      | 2570        |                 | León, Asturias y Cantabria |
| Peña Prieta                       | Fuentes Carrionas    | 2538        | 929             | Cantabria y Palencia       |
| Curavacas                         | Fuentes Carrionas    | 2524        |                 | Palencia                   |
| Naranjo de Bulnes o Pico Urriellu | Picos de Europa      | 2519        | 205             | Asturias                   |
| Mojón de Tres Provincias          | Fuentes Carrionas    | 2496        |                 | León, Palencia y Cantabria |
| Espigüete                         | Fuentes Carrionas    | 2451        | 482             | Palencia                   |
| Peña Ubiña                        | Macizo de Ubiña      | 2417        |                 | León y Asturias            |
| Pico del Fontán Sur               | Macizo de Ubiña      | 2414        |                 | León y Asturias            |
| Pico Murcia                       | Fuentes Carrionas    | 2341        |                 | León y Palencia            |
| Cuchillón                         | Sierra de Híjar      | 2222        |                 | Cantabria y Palencia       |
| Peña Ubiña Pequeña                | Macizo de Ubiña      | 2197        |                 | León                       |
| Peña de la Cruz                   | Macizo del Mampodre  | 2195        |                 | León                       |
| Peña Orniz                        | Babia/Somiedo        | 2194        |                 | León y Asturias            |
| Cornón                            | Laciana/Somiedo      | 2194        |                 | León y Asturias            |
| Montigüero                        | Babia                | 2188        |                 | León                       |
| Pico Tres Mares                   | Sierra de Híjar      | 2175        |                 | Cantabria y Palencia       |
| Cotomañinos                       | Sierra de Híjar      | 2144        |                 | Cantabria y Palencia       |
| Peña Ten                          | Ponga                | 2142        |                 | León y Asturias            |
| Cornón                            | Sierra del Cordel    | 2125        |                 | Cantabria                  |
| Cueto Mañín                       | Sierra de Híjar      | 2122        |                 | Cantabria y Palencia       |
| Catoute                           | Sierra de Gistredo   | 2117        |                 | León                       |
| Peña Pileñes                      | Ponga                | 2012        |                 | Asturias                   |
| Cueto de la Horcada               | Sierra del Cordel    | 2111        |                 | Cantabria                  |
| Tambarón                          | Sierra de Gistredo   | 2102        |                 | León                       |
| Cueto Iján                        | Sierra del Cordel    | 2085        |                 | Cantabria                  |
| Nevadín                           | Sierra de Gistredo   | 2082        |                 | León                       |
| Cuetos de las Hoyas               | Sierra de Híjar      | 2079        |                 | Cantabria y Palencia       |
| Pico Liguardi o La Vaca Rabona    | Sierra del Cordel    | 1975        |                 | Cantabria                  |
| Cueto Cordel                      | Sierra del Cordel    | 2061        |                 | Cantabria                  |
| Peña Sagra                        | Sierra de Peña Sagra | 2042        |                 | Cantabria                  |
| Peña del Fraile                   | Sierra del Brezo     | 2025        |                 | Palencia                   |
| Peña Labra                        | Sierra de Híjar      | 2018        |                 | Cantabria y Palencia       |
| Cueto de Arbas                    | Fuentes del Narcea   | 2007        |                 | Asturias                   |
| Peña Redonda                      | Sierra del Brezo     | 1993        |                 | Palencia                   |
| Mustallar                         | Sierra de Ancares    | 1978        |                 | Lugo y León                |
| Pico Yordas                       | Montaña de Riaño     | 1967        |                 | León                       |
| Tiatordos                         | Ponga                | 1952        |                 | Asturias                   |
| Cueto de la Concilla              | Puertos de Sejos     | 1922        |                 | Cantabria                  |
| Maciédome                         | Ponga                | 1903        |                 | Asturias                   |
| Castro Valnera                    | Montañas pasiegas    | 1718        | 866             | Burgos y Cantabria         |
| Picón del Fraile                  | Montañas pasiegas    | 1632        |                 | Burgos y Cantabria         |
| Peña Lusa                         | Montañas pasiegas    | 1575        |                 | Burgos y Cantabria         |
| Aquetegui                         | Montes vascos        | 1551        | 943             | Guipúzcoa                  |
| Pico Pierzu                       | Ponga                | 1551        |                 | Asturias                   |
| Aizcorri                          | Montes Vascos        | 1523        |                 | Guipúzcoa                  |
| Gorbea                            | Montes Vascos        | 1482        |                 | Álava y Vizcaya            |
| Pico Jano                         | Macizo del Coriscao  | 1446        | 350             | Cantabria                  |
| Pico Humión                       | Montes Obarenes      | 1435        | 715             | Burgos                     |
| Irumugarrieta                     | Montes vascos        | 1431        |                 | Navarra                    |
| Porracolina                       | Montañas pasiegas    | 1414        |                 | Cantabria                  |
| Mortillano                        | Macizo de Hornijo    | 1413        |                 | Cantabria                  |